# 胎生貝湖魚屬
胎生貝湖魚屬為杜父魚亞目胎生貝湖魚科（又稱毛杜父魚科）下唯一的一個屬。

## 分布
本科魚類僅分布於俄羅斯貝加爾湖中。

## 特徵
本科魚體延長，頭中大，吻尖長。裸露無鱗。胸鰭很長；無腹鰭但有腰帶骨。活體像玻璃或稍暗面呈半透明；身體有很多的脂肪。卵胎生。最大個體約20公分。

## 分類
胎生貝湖魚科其下僅有一屬：
- 胎生貝湖魚屬(Comephorus)
  - 胎生貝湖魚(Comephorus dybowskii)
  - 小眼胎生貝湖魚(Comephorus baikalensis)